# Neoliodes eques
Neoliodes eques är en kvalsterart som först beskrevs av Giovanni Canestrini 1897.  Neoliodes eques ingår i släktet Neoliodes och familjen Neoliodidae. Inga underarter finns listade i Catalogue of Life.